# Liuji (köpinghuvudort i Kina, Hubei Sheng, lat 31,37, long 114,37)
Liuji (kinesiska: 刘集) är en köpinghuvudort i Kina. Den ligger i provinsen Hubei, i den centrala delen av landet, omkring 88 kilometer norr om provinshuvudstaden Wuhan. Antalet invånare är 26 582. Befolkningen består av 12 745 kvinnor och 13 837 män. Barn under 15 år utgör 12,0 %, vuxna 15-64 år 77 %, och äldre över 65 år 9,0 %.
Runt Liuji är det tätbefolkat, med 383 invånare per kvadratkilometer. Närmaste större samhälle är Xincheng, 16,5 km nordväst om Liuji. Trakten runt Liuji består till största delen av jordbruksmark.
Genomsnittlig årsnederbörd är 1 403 millimeter. Den regnigaste månaden är juli, med i genomsnitt 241 mm nederbörd, och den torraste är december, med 19 mm nederbörd.